# Xosepe Vega
Xosepe Vega Rodríguez (León, 1968) pseudònim de Francisco José Vega Rodríguez, és un escriptor, sindicalista, articulista, editor i traductor espanyol, conegut en l'àmbit de la cultura lleonesa pel seu treball en la dignificació de la llengua tradicional dels lleonesos i asturians.

## Trajectòria cultural
Durant la seva trajectòria cultural ha impartit nombrosos cursos, conferències i xerrades en moltes localitats de Lleó, promovent així el coneixement del patrimoni lingüístic asturlleonès. Se situa entre els activistes per la llengua lleonesa que advoquen per l'ús no polititzat de l'idioma. Sol escriure en un asturlleonès de base dialectal cabreiresa. És a més responsable d'activitats col·lectives en la mateixa línia, com l'associació Facendera pola Llingua Llionesa de la qual va ser el seu president, o el setmanari La Nuestra Tierra, del que en va ser el primer director. Com a escriptor i articulista ha participat en diversos mitjans escrits (Diario de León, La Crónica de León, Les Noticies) i en 2008 va aconseguir el primer premi en el I Certame Lliterariu de l'associació cultural La Caleya, patrocinat per l'Ajuntament d'Astorga.
Com a conseqüència de la labor pedagògica realitzada amb els alumnes cabreiresos de la Residència d'Estudiants d'Astorga, dins de l'anomenada Aula de Cultura Cabreiresa, es va editar en 2009 El Prencipicu, versió en dialecte cabreirès de l'obra de l'escriptor francès Antoine de Saint-Exupéry, El Petit Príncep.

## Trajectòria política
Va ser cofundador del partit polític Conceyu del País Llionés, el 16 de març de 1998, d'ideologia lleonesista, al costat d'altres personalitats del lleonesisme com Félix José Echevarría, Amadeo Núñez Vega i Óscar Pariente, estant dins de l'organigrama intern com a membre de la comissió gestora.

## Trajectòria sindical
Forma part del sindicat Comissions Obreres, en el qual ha exercit com a coordinador a Lleó i a Castella i Lleó del Sector de l'Administració Local, com a secretari regional de Castella i Lleó de la Federació de Serveis a la Ciutadania, sent reelegit per aquest càrrec des de 2011 fins a 2017, i en l'actualitat és secretari provincial en la província de Lleó.

## Obra

### Com a escriptor
En asturlleonès
- Vega, Xosepe «La cultura de la matanza nos pueblos de Maragatos». Cultures, Revista Asturiana de Cultura. Academia de la Llingua Asturiana, 9, 1999.
- Menéndez Pidal, Ramón; VV.AA. El dialecto Leonés (Edición conmemorativa con relatos y poemas en leonés).  El Búho Viajero, 2006. ISBN 84-933781-6-X.
- Vega, Xosepe. Epífora y outros rellatos.  Llibros Filandón, 2008. ISBN 978-84-612-5315-9.
- Vega, Xosepe. Breve hestoria d'un gamusinu.  Llibros Filandón, 2008. ISBN 978-84-612-5316-6.[11]

En castellà
- Vega, Xosepe. Breve historia de un gamusino.  Llibros Filandón, 2009. ISBN 978-84-613-1823-0.
- Vega, Xosepe. El Tuerto (colección 'Los caminos del agua: los ríos de León'). 25.  El Búho Viajero, 2009. ISBN 978-84-96872-26-4.

### Com a traductor
En asturlleonès
- De Saint-Exupéry, Antoine; VV.AA. El Prencipicu (en castellano El Principito, edición traducida al dialecto cabreirés).  El Búho Viajero, 2009. ISBN 978-84-96872-03-5.

### Com a editor
En asturlleonès
- Asociación cultural La Caleya; VV.AA. Cuentos populares leoneses (escritos por niños).  Llibros Filandón, 2006. ISBN 84-611-0795-0.
- Vega, Xosepe. Epífora y outros rellatos.  Llibros Filandón, 2008. ISBN 978-84-612-5315-9.
- Vega, Xosepe. Breve hestoria d'un gamusinu.  Llibros Filandón, 2008. ISBN 978-84-612-5316-6.
- Pozuelo, Francisco Javier. Poemas pa nun ser lleídos.  Llibros Filandón, 2008. ISBN 978-84-612-4484-3.
- Rei, Ramón. El ñegru amor.  Llibros Filandón, 2009. ISBN 978-84-613-1824-7.
- Oria de Rueda, Juan Andrés. Llogas carbayesas.  Llibros Filandón, 2009. ISBN 978-84-613-1822-3.

En castellà
- Vega, Xosepe. Breve historia de un gamusino.  Llibros Filandón, 2009. ISBN 978-84-613-1823-0.